# Mehdi Bakeri
Mehdi Bakeri (né en 1954 - décédé le 16 mars 1985) était un héros de guerre iranien dans la guerre Iran-Irak,. Il est diplômé en génie mécanique de l'université de Tabriz. en 1979, Lors de la révolution iranienne, il rejoint les manifestants. Après le début de la guerre Iran-Irak, Mehdi Bakeri rejoint le Sepah. Il a été tué par les troupes irakiennes dans l'Est de l'Irak au cours d'un combat.

## Jeunesse
Il est né à Miandoab, Ouest de la province d'Azerbaïdjan dans un religieux Iranien azerbaïdjanais de la famille. Il a perdu sa mère quand il était enfant. Son frère a participé activement à des groupes d'opposition qui s'oppose au régime du Chah et, enfin, a été tué par le régime. Bakeri saisies de ces groupes par l'intermédiaire de son frère. Après avoir obtenu son diplôme de l'école secondaire, il a été accepté par l'université de Tabriz en génie mécanique. Quand il est entré à l'université, il poursuit ses activités contre le régime. Bakeri et ses amis ont joué un rôle important dans la tenue de manifestations contre le régime de Tabriz Selon des documents classifiés, il était sous la surveillance de l'Ouest de l'Azerbaïdjans' SAVAK.

## Carrière
Après la victoire de la Révolution islamique et la formation du Corps des gardiens de la révolution islamique, il rejoint cette institution. il a été maire pendant neuf mois, puis procureur de la République d'Urmia, en Azerbaïdjan occidental.
Sa fête de mariage était le même jour que le début de la guerre Iran-Irak. Il a quitté sa famille pour rejoindre les forces iraniennes sur le front de bataille à peine deux jours plus tard. Il a été nommé commandant de la 31e division d'Achoura et a fait preuve de beaucoup de courage et de bravoure dans le combat contre les forces irakiennes.

## Décès
Dans l'opération Badr (1985), Il a été tué par les troupes irakiennes au nord de la ville irakienne d'Al-Qurnah. Le bateau qui transportait son cadavre a coulé dans la rivière de Shatt al-Arab après avoir été touché par un RPG irakien. Son corps n'a jamais été retrouvé.

## Mémorial
Il est hautement vénéré comme l'un des plus grands héros de guerre iraniens. La voie express Bakeri, 0 l'ouest de Téhéran, porte son nom. Le stade du tracteur, à Tabriz, a également été rebaptisé après lui « stade Shahid-Bakeri du tracteur ».